# Gijs Blom
Gijs Blom, född 2 januari 1997 i Amsterdam, är en nederländsk skådespelare.
Blom har bland annat medverkat i TV-serierna Brevet till kungen och Fallen. Han har även medverkat i filmen Slaget vid Schelde.

## Filmografi (i urval)
- 2020 – Slaget vid Schelde
- 2020 – Brevet till kungen (TV-serie)
- 2023 – Fallen (TV-serie)